# Roger Trézel
Roger Trézel, né le 11 mai 1918 et décédé le 3 novembre 1986, est un ancien bridgeur français, journaliste, et excellent joueur de tennis.
Il est réputé pour ses nombreuses méthodes et ouvrages de vulgarisation consacrés au bridge.
Il est l'un des très rares joueurs à avoir remporté la "Triple Couronne" de bridge (10 au total).

## Palmarès
- Grand Maître WBF ;
- Champion du monde par équipes (Coupe des Bermudes) en 1956 (Paris) ;
- Olympiades mondiales par équipes en 1960 (Turin, 1re édition, open) ;
- Champion du monde par paires (open) en 1962 (Cannes) ;
- Champion d'Europe par équipes en 1955 (Amsterdam) ;
- Championnat par équipes du MEC en 1971 (Ostende).

Avec son partenaire régulier Pierre Jaïs (1913-1988, également vainqueur de la triple couronne), il a aussi remporté  le prestigieux Tournoi individuel du Sunday Times (sur invitations) en 1963. Ces deux joueurs ont constitué One of the greatest partnerships in the history of the game... (Alan Truscott, New York Times, 25 novembre 1986).
Il a en outre terminé :
- Vice-champion du monde par équipes en 1971 (Taipeh) ;
- Vice-champion d'Europe par équipes en 1954 (Montreux), 1956 (Stockholm) et 1959 (Palerme) ;
- 3e des championnats du monde par équipes en 1961 (Buenos Aires).